# Subregió d'Aydın
La subregió d'Aydın (TR32) és una de les 26 subregions estadístiques de Turquia.

## Regions de tercer grau (províncies)
- Província d'Aydın (TR321)
- Província de Denizli (TR322)
- Província de Muğla (TR323)